# Miłość w rytmie disco
Miłość w rytmie disco – polski serial paradokumentalny emitowany na antenie Polo TV w latach 2014–2016 i w 2018.
Zdjęcia realizowane były przede wszystkim w klubie Explosion w Warszawie. Od 1 do 30 września 2019 serial emitowała także stacja Disco Polo Music siedem dni w tygodniu o godzinie 6:30 i 7:00. Stacja Polo TV ogłosiła, że czwarty sezon zostanie ostatnim sezonem serialu.

## Opis fabuły
Serial opowiadał losy Nikoli, Pawła i Dara, pracowników jednej z dyskotek. Serial opowiada o sercowych perypetiach głównych bohaterów, a także życiowych wyzwaniach współczesnych młodych ludzi. W każdym odcinku ukazywane były historie ludzi odwiedzających klub dyskotekowy.

## Obsada

### Główna
- Joanna Kurowska – kelnerka Nikola (2014-2018) [w 2018 jako Joanna Radzimirska]
- Andrzej Nowak – ochroniarz Daro (2014-2018) (w 2018 jako Andrzej Kurnicki)
- Jacek Mędrala – barman Paweł (2014-2018)
- Jan Bielski – ochroniarz Robson (2016)
- Dorota Kłębokowska – kelnerka Klaudia (2015-2018)
- Piotr Nowak – szef Albert (2014-2018)
- Andżelika Walaszek-Pokora – właścicielka klubu Explosion Krystyna (2016)
- Dominika Bilska – szatniarka Daria (2016-2018)

- Markus Przeradowski - księgowy Maks (2018)
- Michał Borejko - Narrator
- Dominika Malczyńska - Jolanta (2018)
- Paweł Bodych - Cichy (2014-2018)
- Norbert Janecki - Siudy (2015-2018)

## Spis Serii
| Seria | Sezon       | Odcinki    | Początek Emisji     | Koniec Emisji   | Pora Emisji                                          | Stacja Telewizyjna |
| ----- | ----------- | ---------- | ------------------- | --------------- | ---------------------------------------------------- | ------------------ |
| 1.    | Jesień 2014 | 1-11 (11)  | 27 września 2014    | 6 grudnia 2014  | Sobota 18.00                                         | Polo TV            |
| 2.    | Jesień 2015 | 12-23 (12) | 26 września 2015    | 12 grudnia 2015 | Sobota 18.00                                         | Polo TV            |
| 3.    | Jesień 2016 | 24-51 (28) | 17 września 2016    | 17 grudnia 2016 | Sobota-Niedziela 18.30, Wtorek 14.10, Czwartek 19.35 | Polo TV            |
| 4.    | Jesień 2018 | 52-71 (20) | 6 października 2018 | 8 grudnia 2018  | Sobota 18.00                                         | Polo TV            |